# Muzeum bł. Edmunda Bojanowskiego w Grabonogu
Muzeum bł. Edmunda Bojanowskiego w Grabonogu – muzeum z siedzibą we wsi Grabonóg (powiat gostyński). Placówką opiekuje się tutejszy Zespół Szkół Rolniczych im. gen. Józefa Wybickiego.
Muzeum powstało w 1981 roku. Jego siedzibą jest wyremontowany w czynie społecznym dworek, pochodzący z początku XIX wieku, miejsce urodzenia w 1814 roku Edmunda Bojanowskiego, założyciela Zgromadzenia Sióstr Służebniczek Najświętszej Maryi Panny Niepokalanie Poczętej i późniejszego błogosławionego. W rok po otwarciu placówka wzbogaciła się o zbiory, przekazane przez prof. Stanisława Helsztyńskiego, natomiast w latach 1989–1990 w muzeum powstała galerie: malarstwa nieprofesjonalnego oraz rzeźby autorstwa Czesława Ptaka (na poddaszu).
Aktualnie zbiory muzeum zajmują siedem pomieszczeń dworu. Poza wystawami poświęconymi bł. Edmundowi Bojanowskiemu i Stanisławowi Helsztyńskiemu oraz ekspozycją sztuki, w placówce znajdują się również zbiory etnograficzne z terenu Biskupizny, wystawa poświęcona działalności misyjnej Zgromadzenia Sióstr oraz archeologiczna, wypożyczona z poznańskiego Instytutu Archeologii PAN. Natomiast w ramach ekspozycji plenerowej prezentowane są XIX wieczne maszyny i urządzenia rolnicze oraz odrestaurowany wiatrak-koźlak.
Zwiedzanie muzeum jest możliwe po uprzednim uzgodnieniu z pracownikami Zespołu Szkół.